# Rhabdoblatta gyroflexa
Rhabdoblatta gyroflexa es una especie de cucaracha del género Rhabdoblatta, familia Blaberidae, orden Blattodea. Fue descrita científicamente por Yang, Wang, Zhou, Wang & Che en 2019.

## Descripción
Mide 44,5–46,0 milímetros de longitud.

## Distribución
Se distribuye por China (Guangxi).